# 濱一衛
濱 一衛（はま かずえ、1909年 – 1984年）は、日本の中国文学者。専門は中国演劇。

## 経歴
1909年、大阪府に生まれる。1930年、旧制浪速高等学校（現在の大阪大学）卒業、1933年、京都帝国大学卒業（中国文学専攻）。1934年、外務省文化事業部第三種補給生として北京に留学し、周作人宅に寄宿する。以来、周作人と親交を続けた。帰国後、松山高等商業学校（現在の松山大学）を経て、1949年、九州大学教養部に着任。1973年、定年退官。1984年、逝去。
死後、中国戯劇関係の和古書やパンフレットは濱文庫として、九州大学図書館に収められた。